# アベック料理コンテスト
『アベック料理コンテスト』は1959年3月1日から1964年12月27日まで毎日放送制作で関西ローカルにて放送された料理番組である。大阪ガス1社提供番組。放送時間は毎週日曜11：30～12：00で、放送開始1年4ヶ月後は40分に拡大した。後番組は『ミセスコンテスト 奥さまNo.1』。

## 概要
毎回、夫婦・婚約者・恋人などアベック3組が出場し、得意料理づくりと課題料理にチャレンジする料理番組である。

## 司会
- 初代：杉本隆平（MBSアナウンサー・当時）、殿村あきら
- 2代目：桂米朝

## 補足
大阪ガス1社提供番組は毎日放送のテレビ開局と同時に当番組から始まり、2018年4月現在、『水野真紀の魔法のレストランR』前半1社提供番組として現在も長く続いている。